# Lucius Jacques Dupré
Lucius Jacques Dupré (* 18. April 1822 im St. Landry Parish, Louisiana; † 5. März 1869 in Opelousas, Louisiana) war ein US-amerikanischer Jurist und konföderierter Politiker. Sein Bruder Alcée Louis Dupré (* 1840) war Lieutenant in der Konföderiertenarmee und Aide-de-camp vom Generalmajor Franklin Gardner (1823–1873).

## Werdegang
Lucius Jacques Dupré wurde ungefähr sieben Jahre nach dem Ende des Britisch-Amerikanischen Krieges im St. Landry Parish geboren und wuchs dort auf. Er studierte Jura und erhielt seine Zulassung als Anwalt. Am 23. November 1843 heiratete er Caroline Victoire Vanhille (1826–1896), Tochter von Caroline Fontenot (1800–1841) und Benoit Vanhille (1780–1837). Zum Zeitpunkt seiner Eheschließung war er als Staatsanwalt tätig. Das Paar hatte fünf gemeinsame Kinder: Jacques Lucius (1844–1863), Laperle (* 1847), Laurent (1849–1905), Edmonia (* 1856) und Gilbert (* 1858). 1853 war er Richter am State Court in Louisiana. Er verfolgte auch eine politische Laufbahn. 1861 nahm er als Delegierter an der Sezessionsversammlung von Louisiana teil, wo er für die Sezession seines Staates stimmte. Nach dem Ausbruch des Bürgerkrieges verpflichtete er sich in der Konföderiertenarmee. Im November 1861 wurde er für den vierten Wahlbezirk von Louisiana in den ersten Konföderiertenkongress gewählt, wo er am 18. Februar 1862 seinen Posten antrat. Dupré kandidierte erfolgreich für den zweiten Konföderiertenkongress und war dann dort bis 1865 tätig. Er verstarb ungefähr vier Jahre nach dem Ende des Krieges in Opelousas und wurde dann dort auf dem St. Landry Church Cemetery beigesetzt.